# 고대 영어
고대 영어(영어: Old English), 또는 앵글어(고대 영어: Ænglisc)나 앵글로색슨어(Anglo-Saxon)는 서게르만어군 계통의 고대 언어로, 5세기 중반에서부터 12세기 중반까지 지금의 잉글랜드와 스코틀랜드 남부에서 서게르만족 계통의 앵글로색슨인이 사용하던 초기 영어의 형태이자 오늘날 영어의 조상이 된 언어이다. 여러 문헌에 기록이 남아있으며 서게르만어의 한 종류로 고대 프리지아어와 밀접하다. 스칸디나비아반도에서 사용되던 고대 언어인 고대 노르드어에서도 영향을 받았다.

## 발달 과정
고대 영어는 앵글족과 색슨족이 영국에 침입한 5세기경부터 노르만 왕조가 세워진 11세기까지 7백여 년간 앵글로색슨족의 언어로 사용되었다. 고대 영어는 여러 가지 영향을 받으며 발달해 왔으며 이후 현대 영어의 기반이 되었다.

### 게르만어적 기원
고대 영어는 게르만어의 한 종류였다. 현대 독일어의 기반이기도 한 서 게르만어에서 소유격, 여격, 대격과 같은 문법적인 요소와 많은 단어, 어휘들이 지금도 많은 유사점을 가지고 있다. 예를 들어 고대 영어는 현대 독일어와 같이 태양(sēo, Sun, 독일어: Sonne)을 여성 명사로 달(mōna, Moon, 독일어: Mond)을 남성 명사로 사용한다.

### 라틴어의 영향
중세 유럽의 다른 지역과 같이 영국에도 기독교의 전래와 함께 많은 수도원과 교회가 세워졌으며 여기에서 라틴어가 사용되고 가르쳐졌다. 또한 정복왕 윌리엄에 의해 세워진 노르만 왕조는 고대 프랑스어와 라틴어를 사용하였기 때문에 고대 영어 역시 이로부터 많은 영향을 받게 된다. 예를 들면 militia, assembly, movement, service와 같은 라틴어를 기원으로한 단어들이 사용되게 되었다.

### 바이킹의 침입
9세기에서 10세기에 있었던 유틀란트반도 바이킹의 침입은 이들의 언어도 전파되는 계기가 되었다. 바이킹은 잉글랜드 동부 연안과 스코틀랜드 남부를 점령하여 자신들의 통치 아래 두었으며 이들 지역을 중심으로 바이킹이 사용하던 고대 노르드어가 영어와 혼합되었다.

### 방언
고대 영어는 여러 갈래의 방언이 사용되었다. 머시아 방언, 노섬브리아 방언, 켄트 방언, 서색슨 방언 등이 있다.
이 중 머시아 방언이 런던 지역의 방언으로 현대에 이어지고 있으나, 문헌이 가장 많이 남아있는 것은 윈체스터 부근의 후기 서색슨 방언이다. 이는 알프레드 대왕의 노력 때문이다.

## 문헌
고대 영어로 쓰여진 문학 작품으로는 작자 미상의 영웅 서사시인 베오울프가 있다. 이 외에도 앵글로 색슨 연대기 등의 문헌이 전해지고 있다.

### 베오울프
| 선   | 원문                                   | 해석 |
| ---- | -------------------------------------- | --- |
| [1]  | Hwæt! wē Gār-Dena in geār-dagum,       | What! We [of] Gar-Danes (lit. spear-danes) in yore-days,                                                |
| [2]  | þeod-cyninga, þrym gefrunon,           | [of] people-kings, trim (glory) afrained(have learned of by asking),                                    |
| [3]  | hu ða æþelingas ellen fremedon.        | how those athelings (princes) arm-strong feats framed (made/performed).                                 |
| [4]  | Oft Scyld Scefing sceaþena þreatum,    | Oft Scyld Scefing, [from] scathers (enemies) [in] threats (armed bands),                                |
| [5]  | monegum mægþum, meodosetla ofteah,     | [from] many magths (clans, groups of sons, cf. Irish cognate Mac-), mead-settles took,                  |
| [6]  | egsode eorl. Syððan ærest wearð        | awed earls (leaders of men). Sith (since) erst (first) [he] worth (came to be)                          |
| [7]  | feasceaft funden, he þæs frofre gebad, | fewshiped (helpless, in "fewship") founden, he [in a state of] loving care abode (lived),               |
| [8]  | weox under wolcnum, weorðmyndum þah,   | wex (waxed) under welkin (the clouds), [in] mind's-worth (honour) thrived,                              |
| [9]  | oðþæt him æghwylc þara ymbsittendra    | oth that (until that) [to] him each [of] those [who were] by-sitting ("sitting" or dwelling roundabout) |
| [10] | ofer hronrade hyran scolde,            | over whale-road (kenning for sea) hear (obedience) should (owed),                                       |
| [11] | gomban gyldan. Þæt wæs god cyning!     | gifts [to] yield. That was [a] good king!                                                               |

현대 영어로 번역된 것은 다음과 같다.
Listen! We have heard of the glory of the Spear-Danes, of the kings of the people, in days of yore, [and] how those princes did deeds of glory. Often Scyld Scefing deprived armed bands of foes, many clans of mead-benches, [and] terrified warriors. Since he first was found helpless (he experienced comfort for that), he grew under the heavens, thrived with honours, until each of the nearby peoples over the sea were obliged to pay him tribute. That was a good king!

### 주기도문
주기도문(The Lord's Prayer)의 본문은 웨스트 색슨 지방의 문학적 방언으로 소개되었다.
| 선  | 원문                                                          | 해설                                                                |
| --- | ------------------------------------------------------------- | ------------------------------------------------------------------- |
| [1] | Fæder ure þu þe eart on heofonum,                             | Father ours, thou that art in heaven,                               |
| [2] | Si þin nama gehalgod.                                         | Be thy name hallowed.                                               |
| [3] | To becume þin rice,                                           | Come thy rich (kingdom),                                            |
| [4] | gewurþe ðin willa, on eorðan swa swa on heofonum.             | Worth (manifest) thy will, on earth also as in heaven.              |
| [5] | Urne gedæghwamlican hlaf syle us todæg,                       | Our daily loaf sell (give) us today,                                |
| [6] | and forgyf us ure gyltas, swa swa we forgyfað urum gyltendum. | And forgive us our guilts as also we forgive our guilty             |
| [7] | And ne gelæd þu us on costnunge, ac alys us of yfele.         | And lead thou us not in temptation, but loose (release) us of evil. |
| [8] | Soþlice.                                                      | Soothly.                                                            |

## 음운 체계

### 닿소리
|               |               | 입술소리 | 치음 | 치경음 | 후치경음 | 경구개음 | 연구개음 | 성문음 |
| ------------- | ------------- | -------- | ---- | ------ | -------- | -------- | -------- | ------ |
| 비음          | 비음          | m        |      | n      |          |          |          |        |
| 파열음/파찰음 | 파열음/파찰음 | p, b     |      | t, d   | tʃ       |          | k, ɡ     |        |
| 마찰음        | 마찰음        | f        | θ    | s      | ʃ        |          |          | h      |
| 유음          | 설측음        |          |      | l      |          |          |          |        |
| 유음          | 전동음        |          |      | r      |          |          |          |        |
| 반모음        | 반모음        |          |      |        |          | j        | w        |        |

- 주요 사항
  - /dʒ/는 /j/가 /n/ 뒤에 오거나 중복해서 나올 때 나오는 변이음이다.
  - /ŋ/은 /n/이 /k/와 /ɡ/ 앞에 있을 때 나오는 변이음이다.
  - /v, ð, z/는 각각 /f, θ, s/가 모음과 모음 또는 유성 자음들 사이에 있을 때 나타나는 변이음이다.
  - /ç, x/는 /h/가 음절 끝에 있고, 전설 모음과 후설 모음 뒤에서 나타나는 변이음이다.
  - /ɣ/는 /ɡ/가 모음 뒤에 있을 때 나타나는 변이음이다.
  - /ʍ,  l̥ ,  n̥ , r̥ /은 /hw, hl, hn, hr/로 실현된다.

### 홑홀소리
|        | 전설  | 전설   | 후설  | 후설  |
| 비원순 | 원순  | 비원순 | 원순  |       |
| ------ | ----- | ------ | ----- | ----- |
| 고모음 | i, iː | y, yː  |       | u, uː |
| 중모음 | e, eː |        |       | o, oː |
| 저모음 | æ, æː |        | ɑ, ɑː |       |

### 겹홀소리
|        | 짧은소리 | 긴소리  |
| ------ | -------- | ------- |
| 고모음 | iy/ie    | iːy/iːe |
| 중모음 | eo       | eːo     |
| 저모음 | æɑ       | æːɑ     |

## 같이 보기
- 앵글리시
- 엑서터 북